# Никольская ГЭС
Никольская ГЭС — деревня в Юрьянском районе Кировской области в составе Медянского сельского поселения.

## География
Находится на левом берегу реки Великая на расстоянии примерно 14 километров на запад по прямой от поселка Мурыгино.

## История
Строить ГЭС начали в 1951 году. Построенная Медянская государственная гидроэлектростанция обслуживала ближайшие населённые пункты и мурыгинскую фабрику «Красный курсант». ГЭС работала до 1968 года, после чего была закрыта. В настоящее время плотина почти полностью разрушена. В 1989 году в поселке при ГЭС (ныне деревня) еще учтено было 20 жителей.

## Население
Постоянное население составляло 4 человека (русские 100 %) в 2002 году, 1 в 2010.